# Peter Endebrock

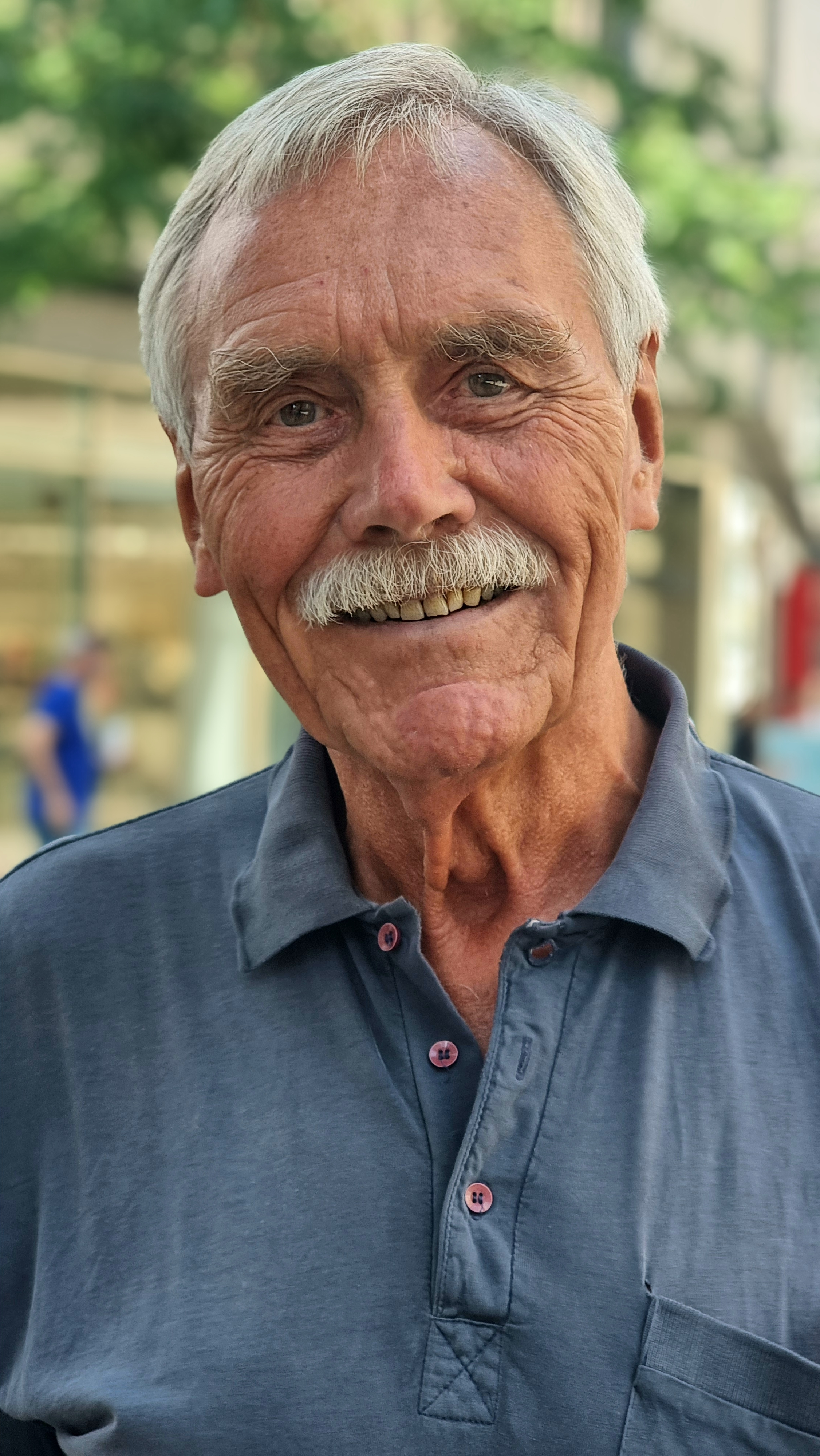
Peter Endebrock 2024

Peter Endebrock (geboren 1942 in Hillersleben) ist ein deutscher Mathematiker und Autor zu historischen Spielkarten. Er lebt und arbeitet in Hannover.

## Leben
Der mitten im Zweiten Weltkrieg in dem kleinen Ort Hillersleben nahe Magdeburg geborene Peter Endebrock verzog in der Nachkriegszeit mit seiner Familie nach Hannover. Nach seinem Abitur studierte er Mathematik und arbeitete anschließend durchgängig bis zu seiner Pensionierung am Rechenzentrum der späteren Leibniz Universität Hannover, zuletzt vor allem für den Hochleistungsrechner im Regionalen Rechenzentrum für Niedersachsen (RRZN).

Englische Bildkarten; Digitalisate von Peter Endebrock

In den 1970er Jahren begann Endebrock historische Spielkarten zu sammeln und publizierte ab etwa Anfang der 1990er Jahre verschiedene Bücher und Artikel zum Thema. Für die International Playing Card Society fungierte er rund 17 Jahre als Herausgeber des Journals The Playing-Card.

## Schriften (Auswahl)
zur Mathematik:
- Peter Endebrock, Werner Fischer, Dieter Lohse: Informatik (= Handreichungen für Praxis, Schule, Studium und Beruf.) Stam, Köln 1972.
  - Teil 1: Theorie, Aufbau und Anwendung elektronischer Rechenanlagen.
    - 2., überarbeitete Auflage, 1975.

  - Teil 2: Aufgaben und Lösungen aus Theorie, Aufbau und Anwendung elektronischer Rechenanlagen.
- Leitfaden zum Projektmanagement. Projektgruppe Programmiermethodik (= Bericht, Regionales Rechenzentrum für Niedersachsen der Universität Hannover), 2 Bände, Regionales Rechenzentrum für Niedersachsen, Hannover 1978.
- Benutzerarbeitsplatz (BAP) / RRZN Regionales Rechenzentrum für Niedersachsen, Universität Hannover (= RRZN-Bericht. Regionales Rechenzentrum für Niedersachsen. Band 29), RRZN Universität Hannover, Hannover 1982.

zu Spielkarten:
- Eine Spielkartenfabrik in Hannover. In: Hannoversche Geschichtsblätter. Neue Folge 45, 1991, S. 173–186.
- Sigmar Radau, Peter Endebrock: Spielkarten aus Goslar (= Studien zur Spielkarte. Heft 6), Bube-Dame-König, Berlin 1999, ISBN 3-9802443-3-4.
- Sigmar Radau, Peter Endebrock: Spielkarten aus Lüneburg. 	Spielkartensteuer und Kartenmacher (= Studien zur Spielkarte. Heft 22), Berlin: Bube-Dame-König, 2010
- Hildesheimer Spielkarten – neue Erkenntnisse. In: Hildesheimer Jahrbuch für Stadt und Stift Hildesheim. 83. Jahrgang, 2011, S. 223–230.
- Ein Hannoveraner Spielkartenfabrikant im Königreich Westphalen. In: Hannoversche Geschichtsblätter. Neue Folge Band 65, 2011, S. 177–193.
- Johann Friedrich Schmidt in Norden. In: Das Blatt. Band 44, Deutsche Spielkartengesellschaft Bube Dame König, Berlin 2011, 44, S. 75–80.
- Spielkartensteuer im Fürstentum Schaumburg-Lippe. In: Das Blatt. Band 48, Deutsche Spielkartengesellschaft Bube Dame König, Berlin 2013, S. 17–29.
- Sigmar Radau, Peter Endebrock: Spielkarten aus dem Historischen Museum Frankfurt am Main. Eine Auswahl (= Studien zur Spielkarte. Band 32), Bube-Dame-König, Berlin 2014.
- Streit um eine Konzession. Lattmann und Lauensteins Erben in Goslar. In: Das Blatt. Nr. 53, Deutsche Spielkartengesellschaft Bube Dame König, Berlin 2016, S. 1–24.
- Ein schönes Kartenspiel für junge und alte Republikaner. In: Das Blatt. Nr. 54, 2016, S. 39–48.
- Sigmar Radau, Peter Endebrock: Spielkarten in Braunschweig (=  Studien zur Spielkarte. Nr. 38), Bube Dame König, Berlin 2017.
- Der Werkmeister Albrecht in Braunschweig. In: Das Blatt. Band 56, Berlin: Deutsche Spielkartengesellschaft Bube Dame König, 2017, S. 31–46.
- Spielkarten im Großherzogtum Oldenburg (= Studien zur Spielkarte. Nr. 39), Endebrock, Hannover 2017; Inhaltsverzeichnis (PDF).
- Spielkarten und Kartenmacher in Mannheim und der Kurpfalz (= Studien zur Spielkarte. Band 41), Bube Dame König, Berlin 2019.
- Kavalierskarten. Das niedersächsische Bild (= 	Studien zur Spielkarte. Nr. 42), Endebrock, Hannover 2019.
- Eine Spielkartenfabrik in Damme. In: Kulturland Oldenburg. Band 181, Heft 3, Isensee-Verlag, Oldenburg 2019, ISSN 1862-9652, S. 44–45.
- Quodlibets mit Spielkarten. Drei Stammbuchblätter aus Holzminden. Band 60, Deutsche Spielkartengesellschaft Bube Dame König, Berlin 2020 S. 1–11.
- Hannoversche Monopol-Spielkarten. In: Das Blatt. Band 65, Deutsche Spielkartengesellschaft Bube Dame König, Berlin 2022, S. 60–68.
- Peter Endebrock, Gerd Matthes, Sigmar Radau, Renate Reinhold: Alle Karten in einer Hand. 100 Jahre Altenburger Spielkartenmuseum (= Studien zur Spielkarte. Band 50), Bube-Dame-König, Berlin 2023.
- F. A. Lattmann im Handelsregister. In: Das Blatt. Band 69, Deutsche Spielkartengesellschaft Bube Dame König, Berlin 2024, S. 60–67.